# 阿爾卡尼鄉 (戈爾日縣)
45°05′N 23°08′E / 45.083°N 23.133°E
阿爾卡尼鄉（羅馬尼亞語：Comuna Arcani, Gorj），是羅馬尼亞的鄉份，位於該國西南部，由戈爾日縣負責管轄，面積27平方公里，海拔高度227米，2007年人口1,285，人口密度每平方公里48人。